# Санкт-Петербургский научно-исследовательский институт вакцин и сывороток
Санкт-Петербургский НИИ вакцин и сывороток (СПбНИИВС) — старейшее научно-производственное учреждение России, становление которого началось основанием в 1886 году в Петербурге Пастеровской станции, где готовили и применяли вакцину против бешенства. Основные сотрудники станции в 1890 году перешли в Императорский институт экспериментальной медицины (ИЭМ), в лабораториях которого создавались вакцины, антитоксические сыворотки, туберкулин и другие иммунопрепараты.
В 1916 году производство вакцин и сывороток было сосредоточено в самостоятельном отделе, ставшем после Октябрьской революции одним из организаторов борьбы с инфекционными болезнями в Петербурге, Красной Армии и республике в целом.
В 1938 году сывороточно-вакцинный отдел ИЭМ был реорганизован в Ленинградский НИИ вакцин и сывороток Министерства здравоохранения СССР.
В годы Великой Отечественной войны и 900-дневной блокады Ленинграда институт не прекращал работу, удовлетворяя спрос на иммунопрепараты не только Ленинграда, Ленинградского фронта, Балтийского флота, но и отправлял их за пределы вражеского кольца для нужд Красной Армии и областей Северо-Запада.
В послевоенные годы был осуществлён перевод производства иммунопрепаратов на новый технологический уровень, предприятие оснащено новой техникой.
В 1970–1976 годах в Красносельском районе города был построен специальный научно-производственный комплекс, куда и был перебазирован институт. На участке площадью более 15 га разместились научные лаборатории, производственные и вспомогательные подразделения. Это привело к производству принципиально новых высокоэффективных препаратов: инактивированной гриппозной вакцины, интерферона[какого?], коллализина, препаратов для иммуноферментного анализа и других.
Стратегическая цель ФГУП СПбНИИВС ФМБА России — занять лидирующее положение среди предприятий и организаций подобного профиля на рынке РФ и стран ближнего и дальнего зарубежья.
Предприятие строит свою работу, ориентируясь на потребителя и провозглашая наиболее полное удовлетворение требований потребителей.
На сегодняшний день приоритетными видами деятельности НИИ вакцин и сывороток являются:
- разработка и промышленный выпуск профилактических препаратов - вакцин против гриппа, гепатита[какого?], туберкулёза и др.,
- разработка и промышленный выпуск лечебных препаратов противоракового действия, антисептиков, для лечения заболевания кожи и др.,
- разработка и промышленный выпуск диагностических средств для обнаружения туберкулеза, кишечных инфекций, кокковых инфекций, венерических заболеваний, для определения видовой и групповой принадлежности крови.